# Prudhoe
Prudhoe è un paese di 11 675 abitanti della contea del Northumberland, in Inghilterra.

## Monumenti e luoghi d'interesse

### Architetture militari
- Castello di Prudhoe[1][2]

## Amministrazione

### Gemellaggi
- Mitry-Mory, Francia